# أسطورة المينوتور
أسطورة المينوتور هي الرواية رقم 22 من سلسلة ما وراء الطبيعة التي تصدرها المؤسسة العربية الحديثة ضمن روايات مصرية للجيب للكاتب أحمد خالد توفيق تعد السلسلة أول سلسلة روايات عربية في أدب الرعب.

## أحداث الرواية
بعد شهرة رفعت إسماعيل في مجال ما وراء الطبيعة يتلقى العديد من الخطابات، ومنها الخطاب الذي يتلاقاه من ديمتريوس كوبرانوس عالم الآثار اليوناني الذي يحكى مواجهته مع المينوتور، حيث يحكى ديمتريوس أنه كان ينقب هو وفريقه في جزيرة كريت ويكتشف حفرة تؤدى إلى أنفاق متفرعة ليعرفوا أنهم قد اكتشفوا اللابيرينث الأسطورى.
تم بناء سور حاجب على الفتحة ليمنع وقوع أي شخص فيها، ولكن تختفى بنت صاحب الخان الموجود على الجزيرة، فيخرج الناس للبحث عنها ولا يجدوها، ثم تكرر حوادث أختفاء الناس في الجزيرة ليعتقد ديمتريوس أن المينوتور يخرج ليهاجم الناس، ويقرر غلق الفتحة باستخدام الأسمنت، ولكن الوحش يستمر بالخروج ليقرر الجميع بقيام حملة في اللابيرينث ولأصطياد المينوتور.
يتم القيام بالحملة ويكون من ضمنها ديمتريوس ومساعداه باسيلوس وستافروس، بالأضافة إلى ميكوس العجوز حارس الدرك ويانى صاحب الخان، ويقرر ديمتريوس أن يتفرقوا على أن يرسموا علامات بالطبشور حتى لا يتوهوا داخل اللابيرينث، ويهاجم المينوتور ميكوس ويقتله كما يقتل باسيلوس إلا أن يانى ينجح في الهروب منه، يهاجم المينوتور ديمتريوس وستافروس إلا أنهما يمطراه بالرصاص كما يشعلان فيه النار باستخدام البنزين، إلا أن المينوتور لا يموت من كل هذا فيضطر ستافروس أن يضحى بنفسه حيث يقوم باستخدام الديناميت لقتل المينوتور وهو معه لينتهى بذلك هذا الوحش.

## أبطال الرواية
- ديمتريوس كوبرانوس : عالم الآثار اليوناني الذي يكتشف اللابيرينث وبداخلها المينوتور.
- هيلين:زوجته.
- ميليسا:ابنة ديمتريوس الصغيرة.
- باسيلوس : مساعد ديمتريوس كوبرانوس وهو نموذج للشخص القاسى وخاصة على العمال.
- ستافروس : المساعد الآخر لديمتريوس كوبرانوس وهو نموذج للشخص الطيب.
- يانى:صاحب الخان التي ينزل فيها ابطال الرواية.
- ايزيبيا:ابنة يانى صاحب الخان.

## آراء ونقاش حول الرواية
لمعرفة المزيد من التفاصيل والآراء حول الموضوع راجع منتدى شبكة روايات التفاعلية 